# Кураші
Кураші (груз. ქურაში) — село в Грузії.
За даними перепису населення 2014 року в селі проживає 15 осіб.